# Шулута (Тункинський район)
Шулута (рос. Шулута) — улус Тункинського району, Бурятії Росії. Входить до складу Сільського поселення Тори.
Населення — 440 осіб (2015 рік).